# Angelika Bulbak
Angelika Bulbak (ur. 16 czerwca 1991 w Kaliszu) – polska siatkarka, grająca na pozycji libero oraz przyjmującej. Była reprezentantka kraju kadetek i juniorek. Absolwentka Szkoły Mistrzostwa Sportowego w Sosnowcu. Ostatni kontrakt klubowy podpisany na sezon 2018/2019 z Wisłą Warszawa. Obecnie nie występuje zawodowo. 
W 2009 roku wzięła udział wraz z reprezentacją juniorek udział w Mistrzostwach Świata w Meksyku. Polki zajęły w tym turnieju 13. miejsce.

## Sukcesy klubowe
Mistrzostwo I ligi:
- 2018